# オトメノカサ
オトメノカサ（乙女傘、学名: Cuphophyllus virgineus）はヌメリガサ科オトメノカサ属の小型のキノコ（菌類）である。別名、シロヤマタケ。可食とされるが、あまり利用されない。

## 分布・生態
日本、ヨーロッパ、北アメリカなどの北半球一帯とオーストラリアなどに分布する。日本には北海道、本州、四国に分布する。
夏から秋にかけて、カラマツ林や広葉樹林の地上や草地に散生、または群生する。よく湿った公園の草地などでも見られる。非菌根性といわれる。

## 形態
子実体は傘と柄からなり、全体がほぼ白色。傘は径2 - 6センチメートル (cm) になる。はじめ中央が盛り上がった丸山形からまんじゅう形だが、のちに平らに開く。傘の上面は白色から黄色味を帯び、滑らかで通常粘性はない。傘肉は白色。傘下面のヒダは白色、疎らに配列して脈状のしわで互いに連結し、柄に対して長く下垂する。
柄は長さ2 - 6 cm、太さ3 - 7ミリメートル (mm) で下に向かって細くなり、表面は白色。柄にツバやツボを欠く。担子胞子は7.5 - 10 × 5.5 - 6.5マイクロメートル (μm) の楕円形、非アミロイド性。胞子紋は白色。

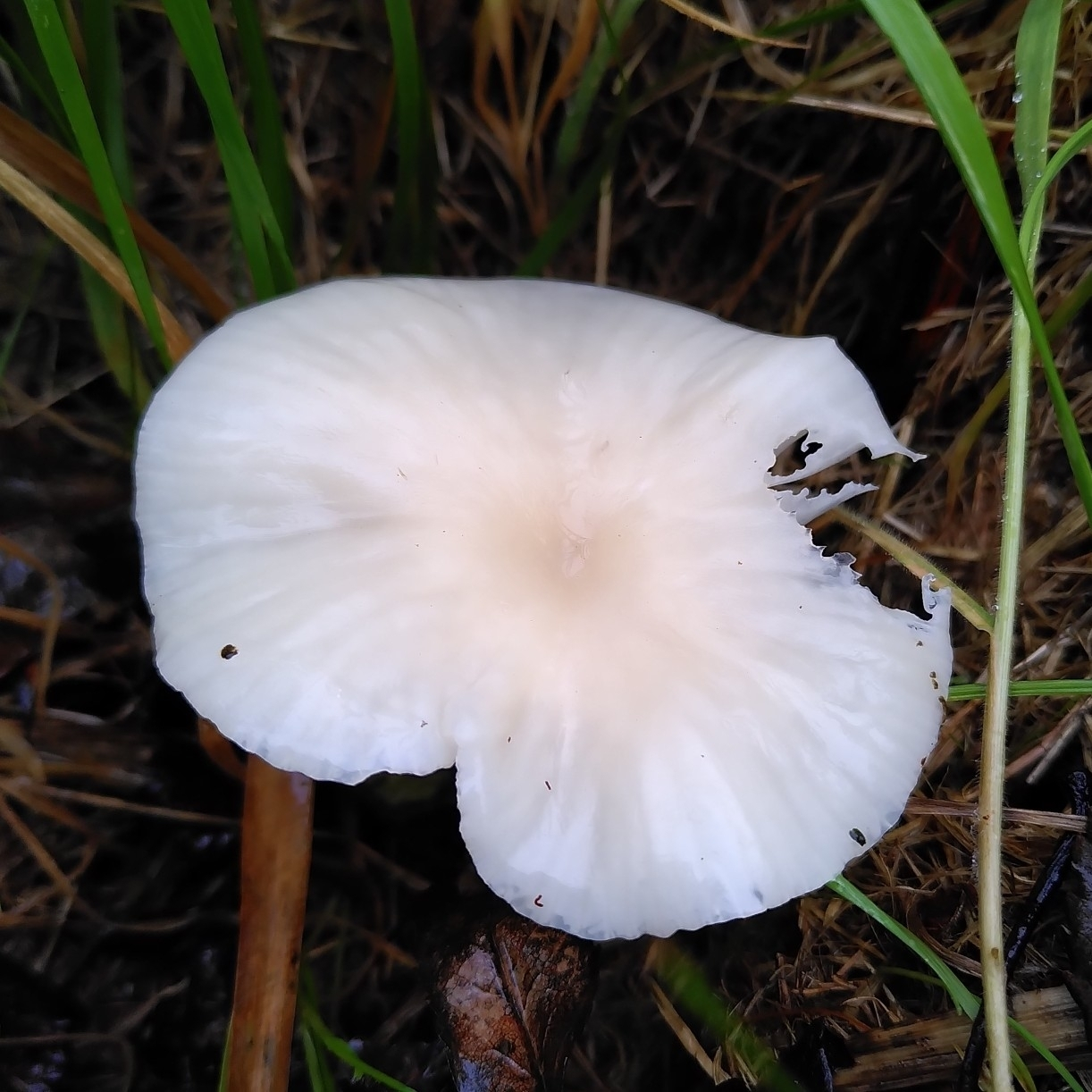
平らに開いた傘
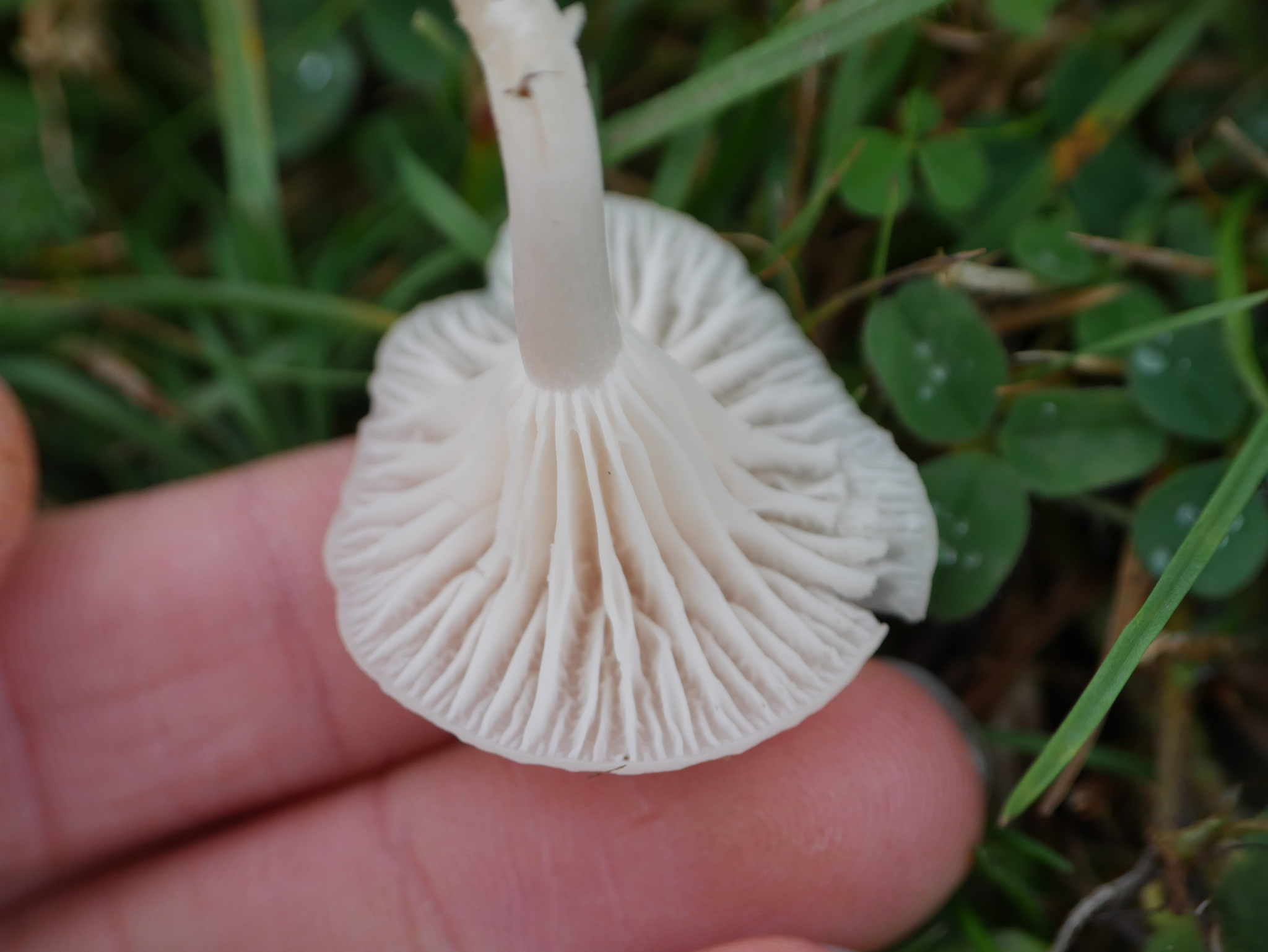
ヒダは白色で疎で柄に下垂する
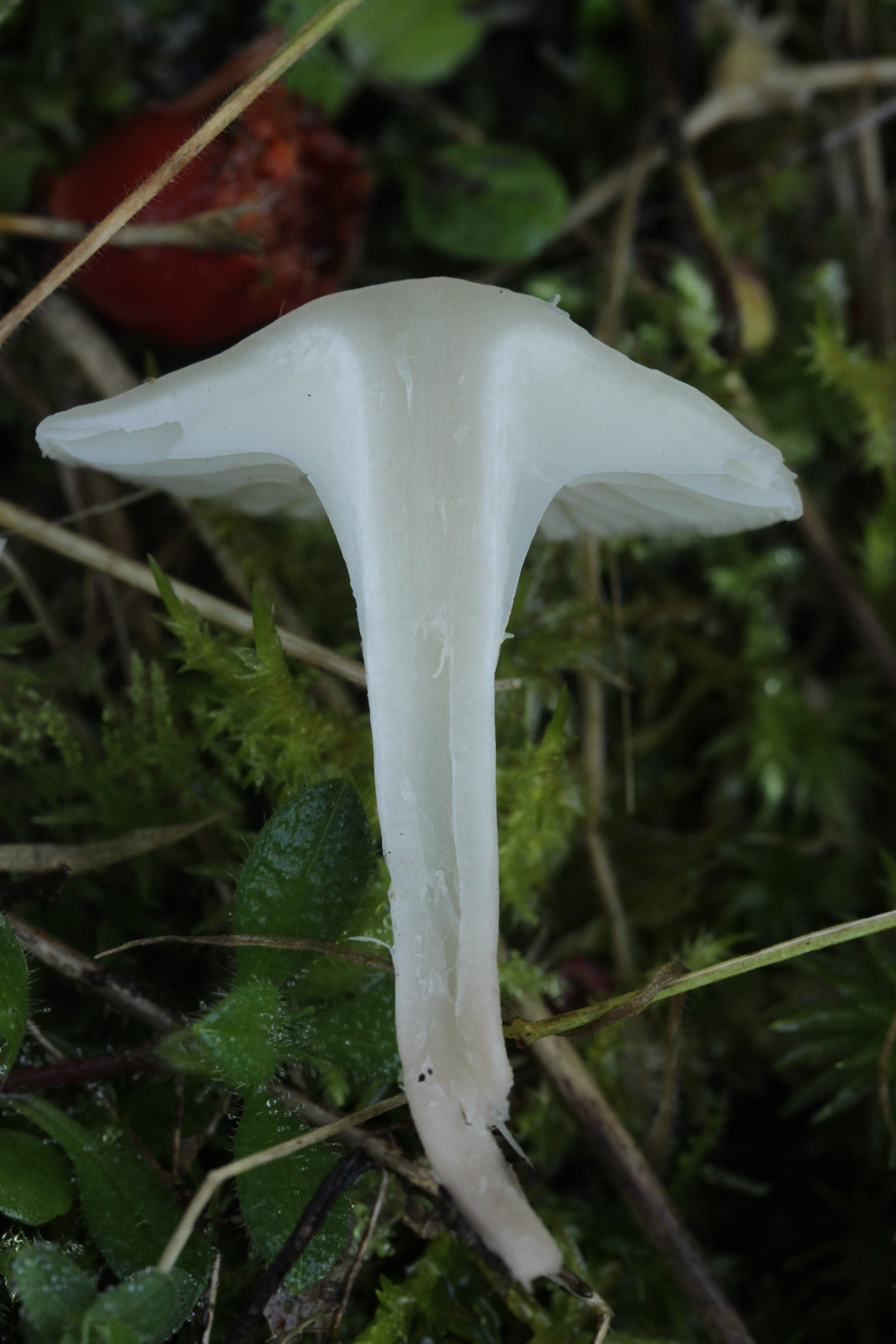
柄は下に向かって細くなり中空
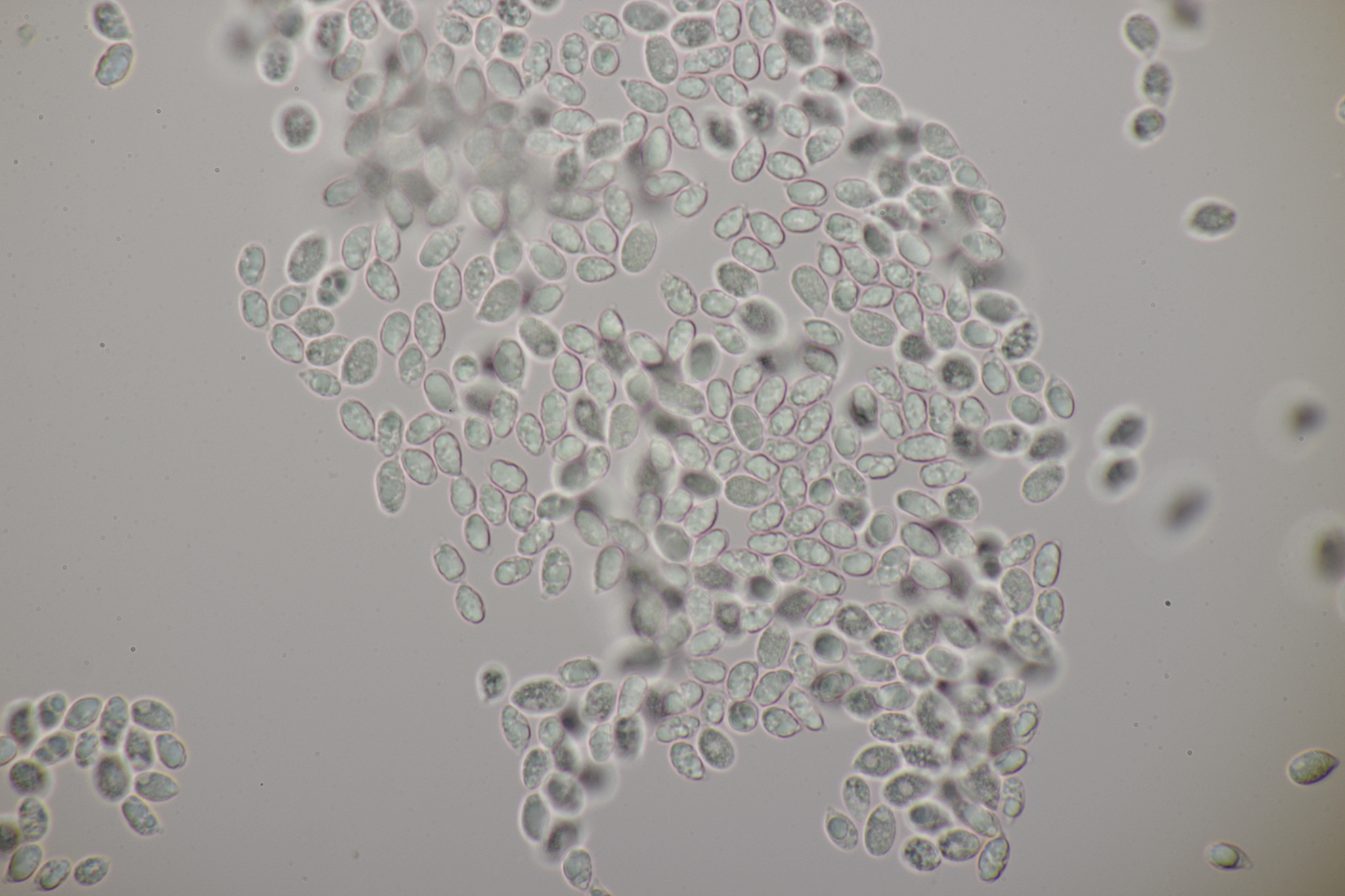
胞子の顕微鏡画像

## 利用
あまり利用しないが、食べることができるキノコとして知られる。キノコが小さいうえに土や落ち葉がつきやすく、キノコ狩りのときは柄の下部でちぎって採取した方が良いといわれている。オムレツやスープに入れたり、和え物、酢の物に向く。

## 似ているキノコ
同属のコオトメノカサ（Cuphophyllus niveus）はオトメカサに色・形ともによく似るが、傘の径は1 - 3 cmほどでより小型である。近縁のウバノカサ（Hygrocybe lacmus）は、秋から冬にかけてコケの間から生え、傘の表面は灰褐色である。
有毒とされるシロヒメカヤタケ（Leucocybe candicans）と誤認する可能性があるので、注意が必要である。